# Königlicher Zug (Neuseeland)
Der Königliche Zug war ein Hofzug, der 1901 und 1920 in Neuseeland für königliche Staatsbesuche eingesetzt wurde.

## Duke and Duchess of Cornwall, 1901

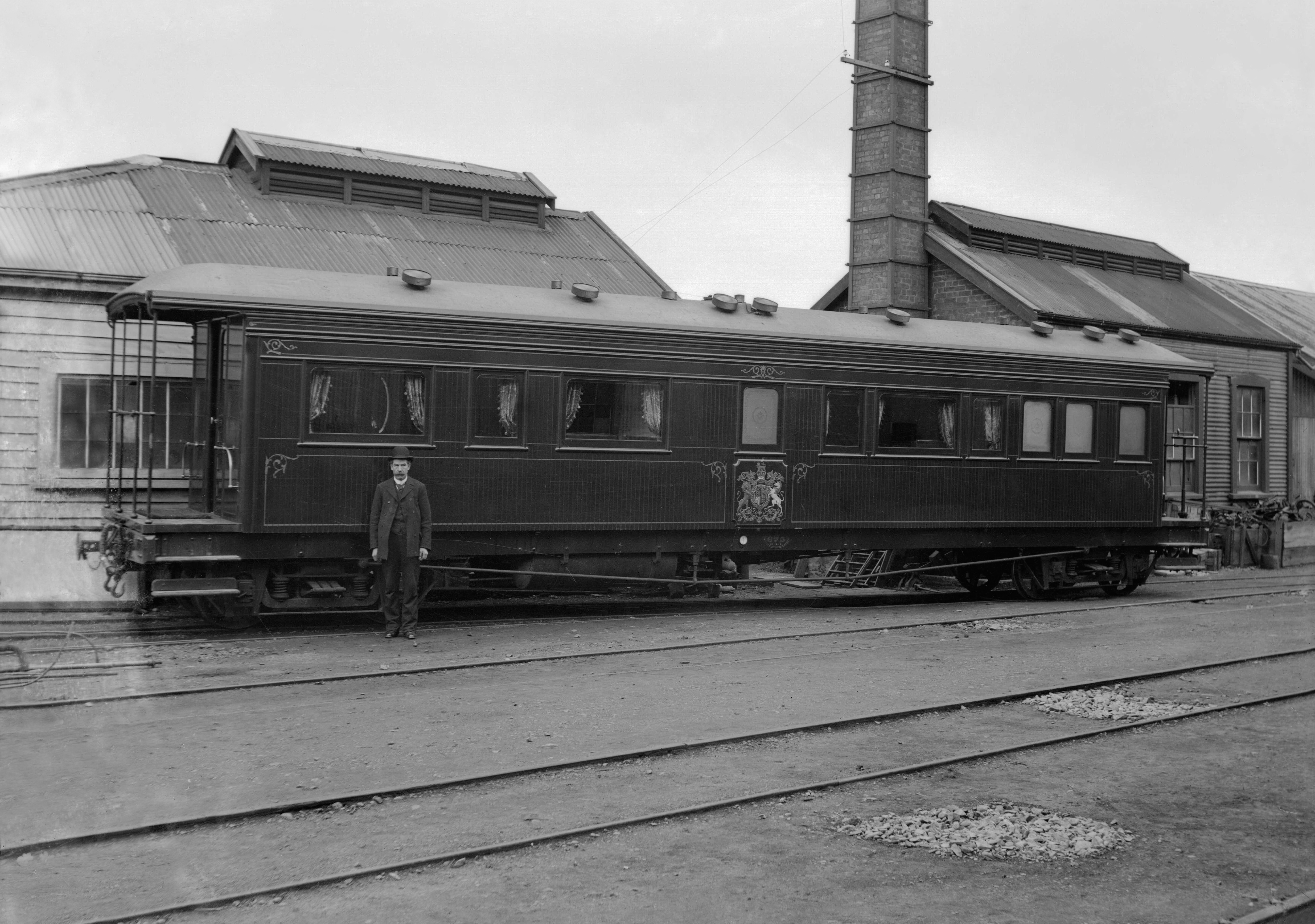
Salonwagen von 1901

Der Zug wurde erstmals für den Besuch des späteren Königs Georg V. und seiner Gemahlin, Maria, eingesetzt, die am 25. Juni 1901 per Zug von Christchurch nach Dunedin reisten, von wo aus sie am 27. Juni 1901 auf der gleichen Strecke nach Lyttelton zurückfuhren, um sich für die Schiffsreise nach Tasmanien auf der Ophir einzuschiffen, einem für diesen Zweck umgebauten Orient-Liner mit 6910 BRT.

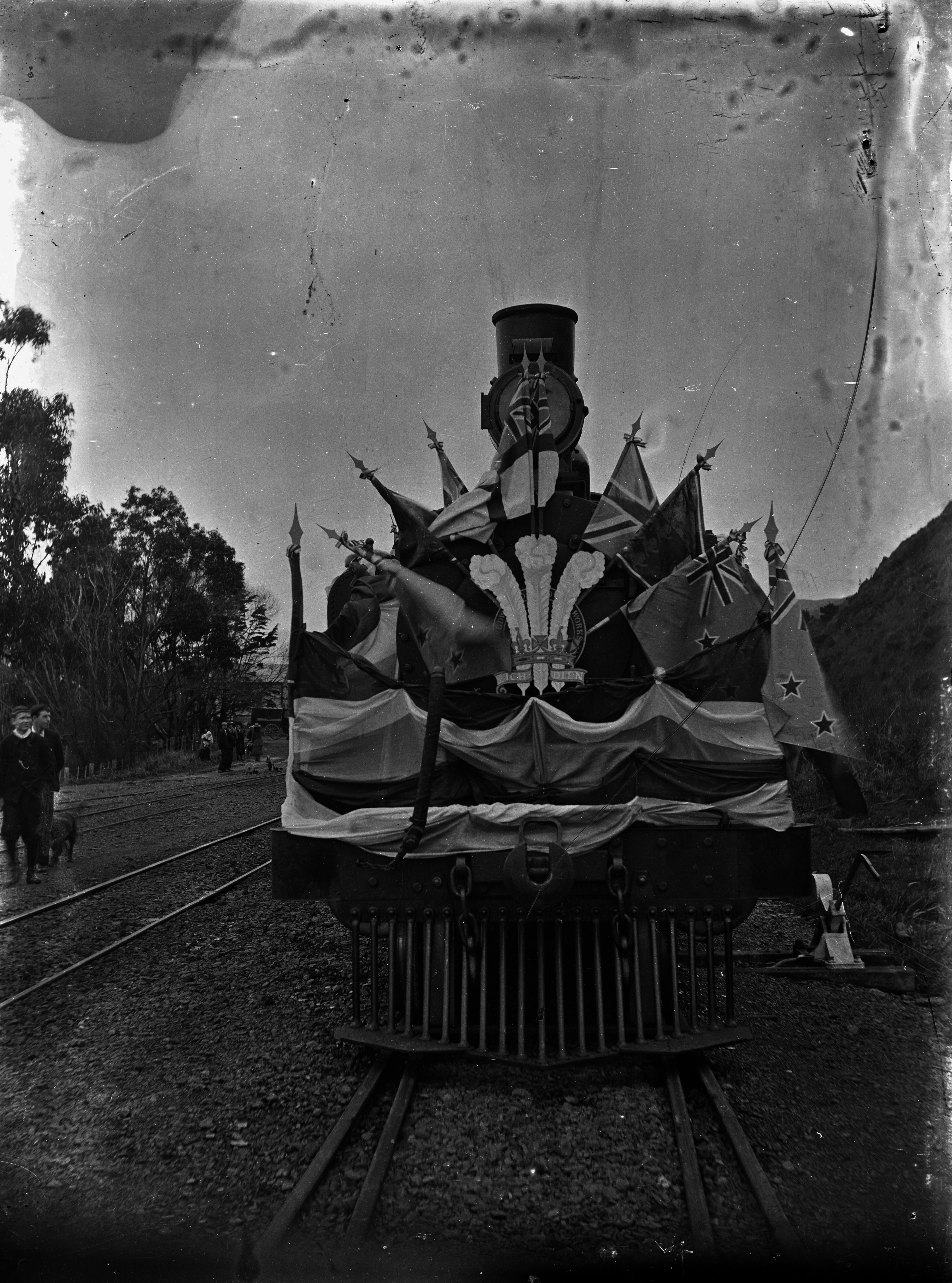
Dekoration an der Stirnseite der Lok, 1901
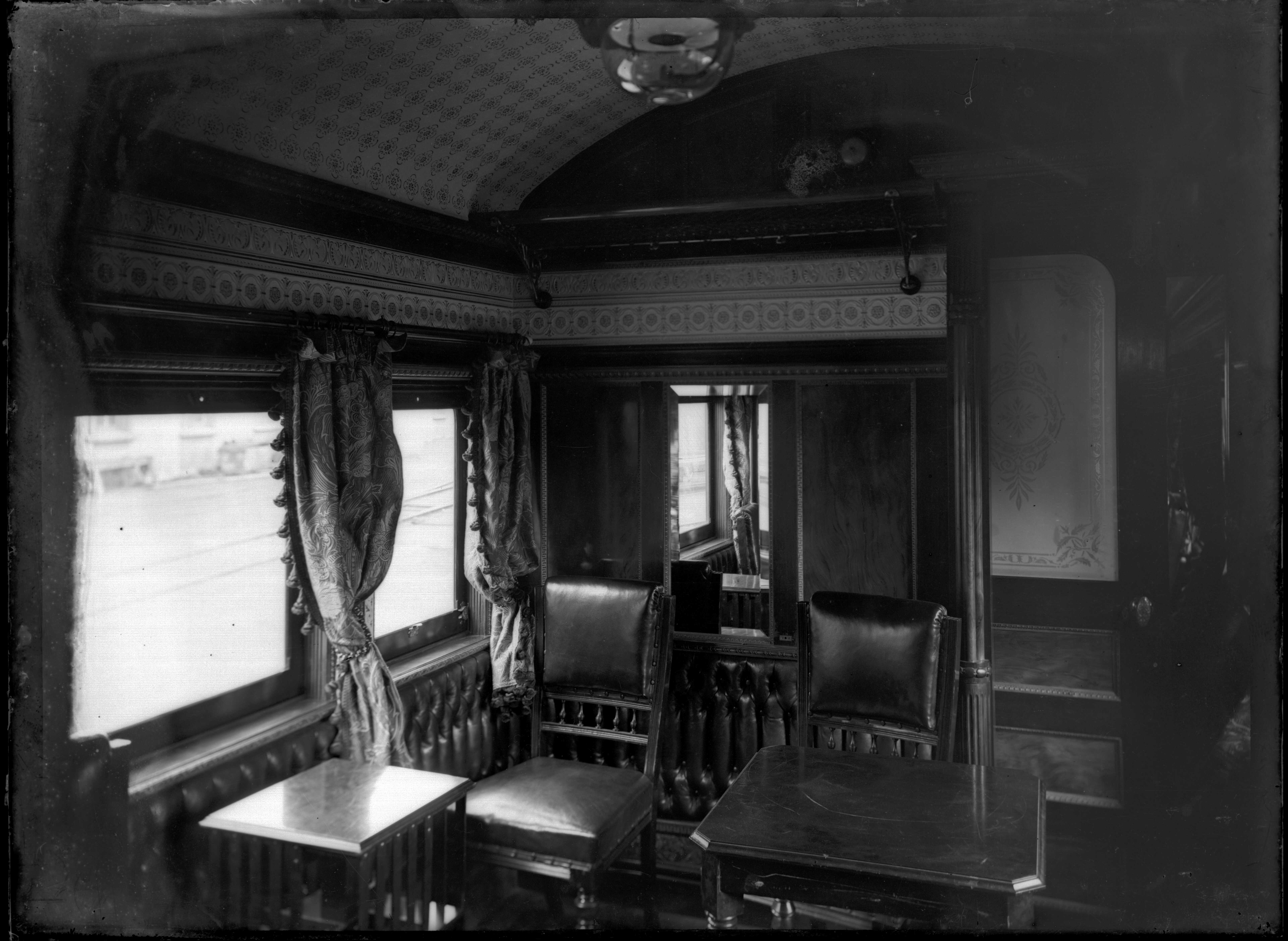
Esstisch im Königlichen Zug, 1901
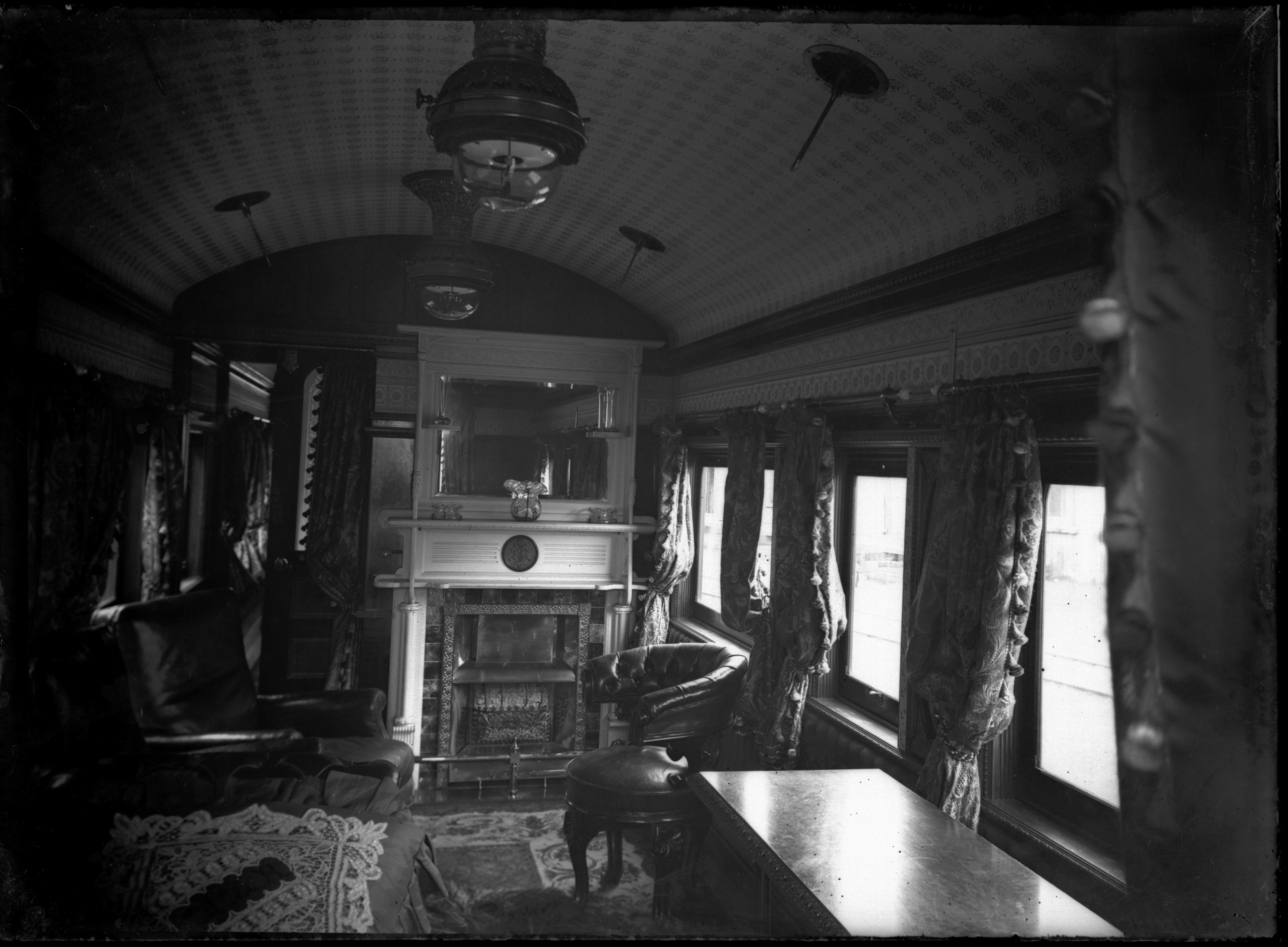
Lounge im Königlichen Zug, 1901
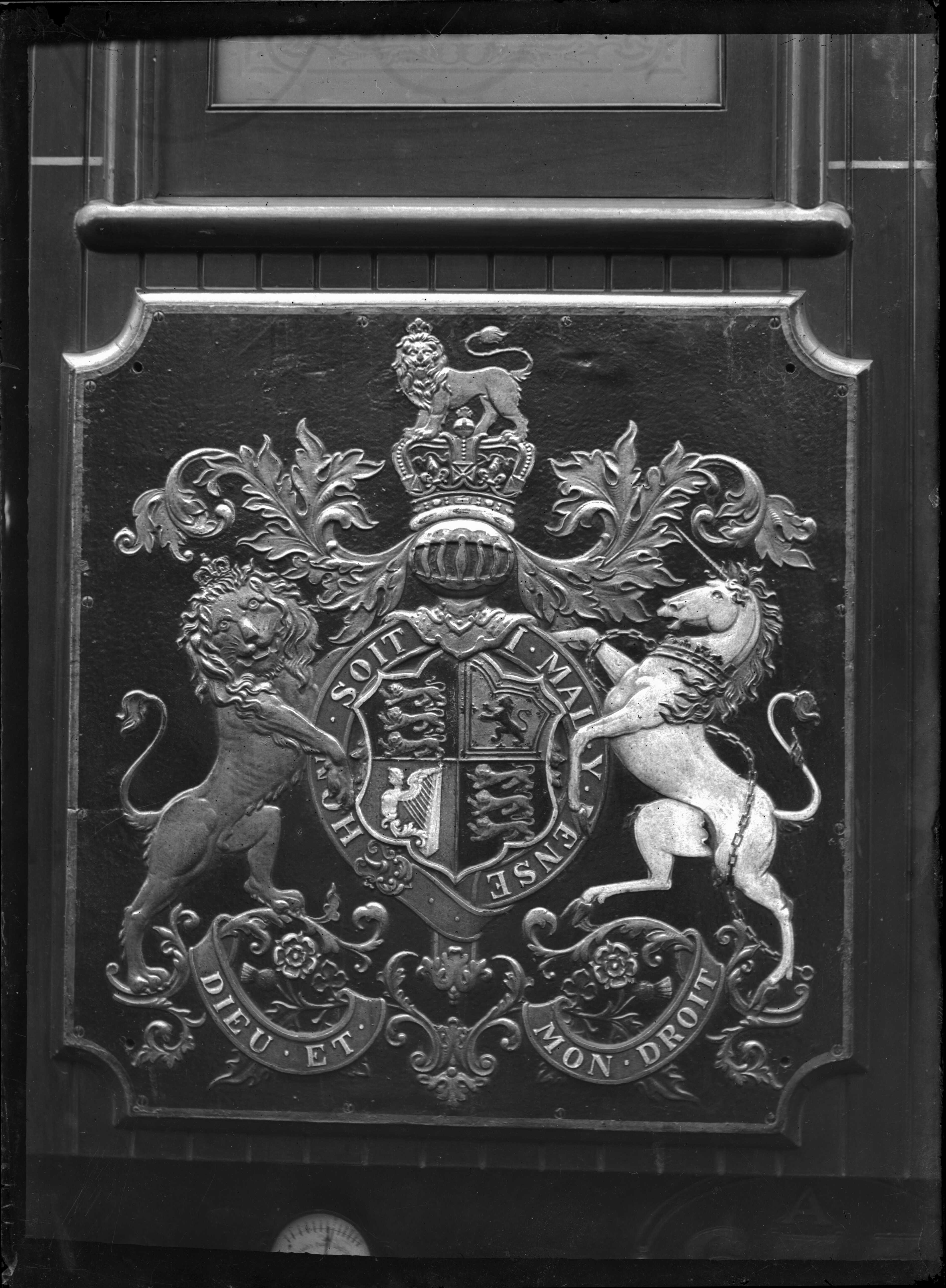
Königliches Wappen am Königlichen Zug, 1901

## Prince of Wales, 1920

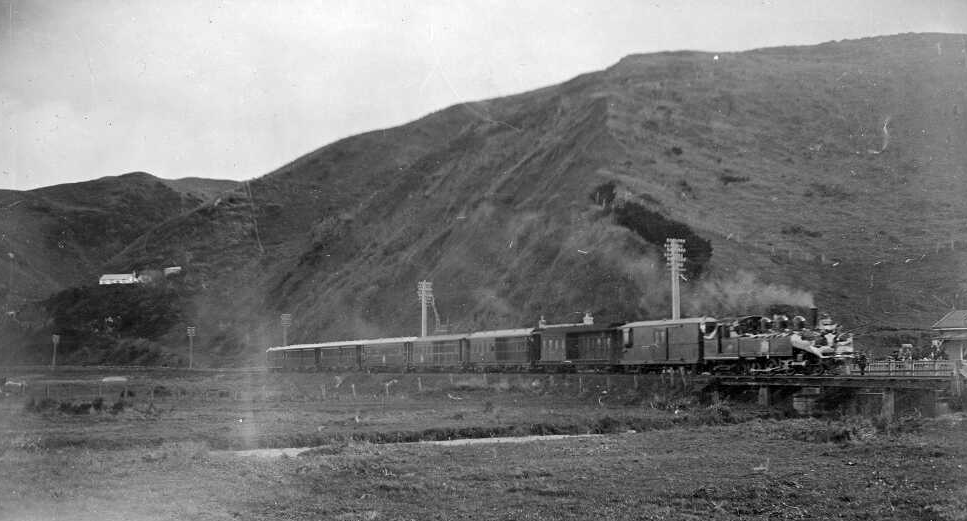
Königlicher Zug, 1920

Der spätere König und damalige Prince of Wales, Eduard VIII., nutzte den Zug am 27. April 1920 für eine Fahrt von Auckland nach Rotorua. Seine Reisepläne wurden dort durch einen Eisenbahnerstreik durchkreuzt, so dass er nach Auckland zurückkehrte, wo er auf Großbritanniens damals größtem und neuesten Schlachtkreuzer Renown übernachtete. Am 5. Mai 1920 nutzte er den Königlichen Zug erneut für die Fahrt nach Wellington, von wo er auf der Renown die Weiterreise nach Picton und zur Südinsel antrat.

## Duke and Duchess of York, 1927

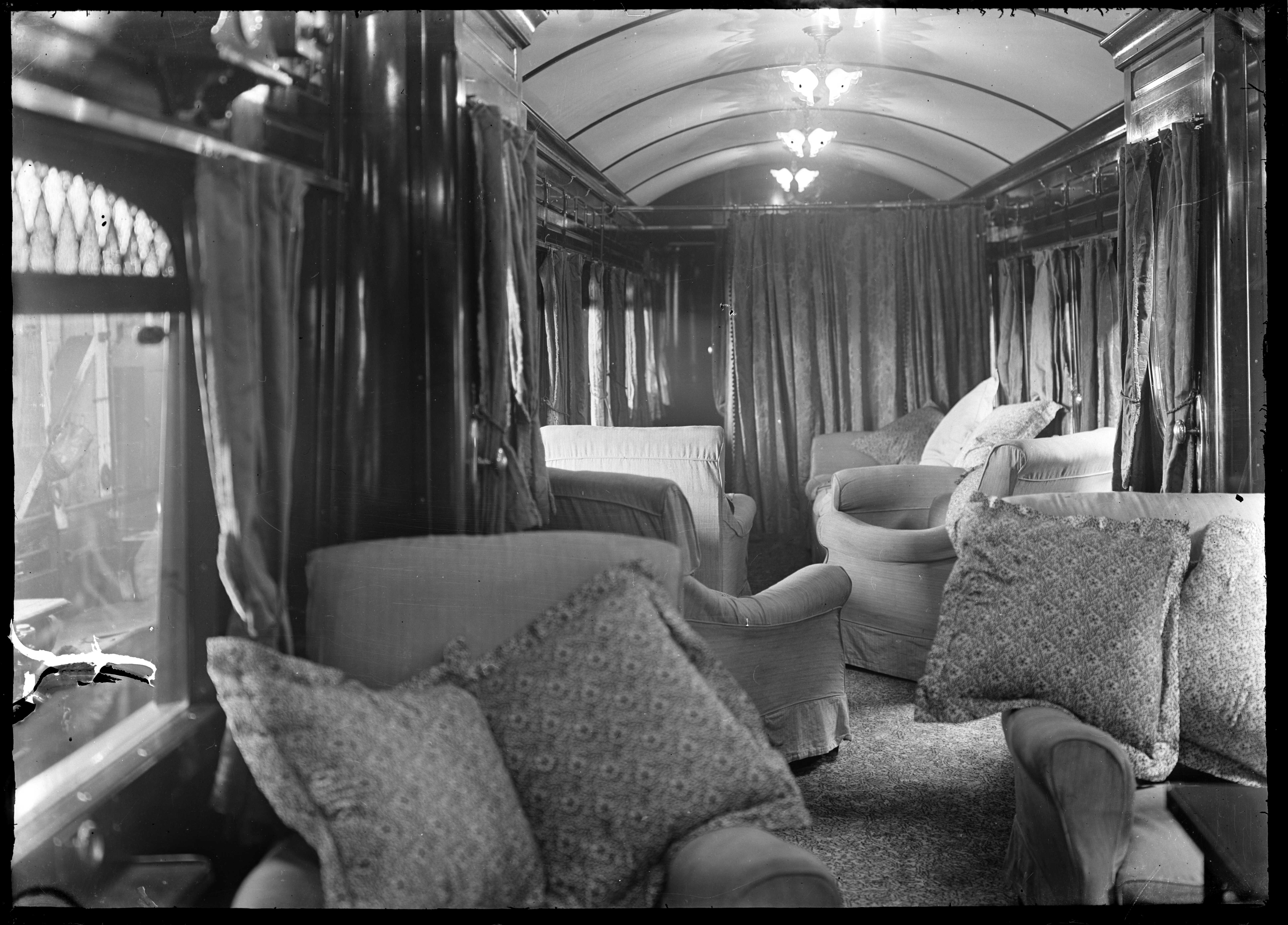
Königlicher Zug, 1927

Der Herzog von York, der spätere König Georg VI., und seine Ehefrau, Elizabeth, Herzogin von York, reisten am 24. Februar 1927 per Zug und Auto nach Rotorua, wo das Denkmal für die Gefallenen des Ersten Weltkriegs enthüllt wurde. Sie besuchten gemeinsam die meisten größeren Städte auf der Nordinsel. In Nelson erkrankte die Herzogin an einer Mandelentzündung, so dass sie ihre Reise nicht fortsetzen konnte. Der Herzog reiste allein per Zug und Auto weiter zur Westküste und nach Christchurch, wo er den Freedom of the City erhielt. Am 22. März 1927 setzte er zusammen mit seiner Ehefrau die Reise nach Australien fort.

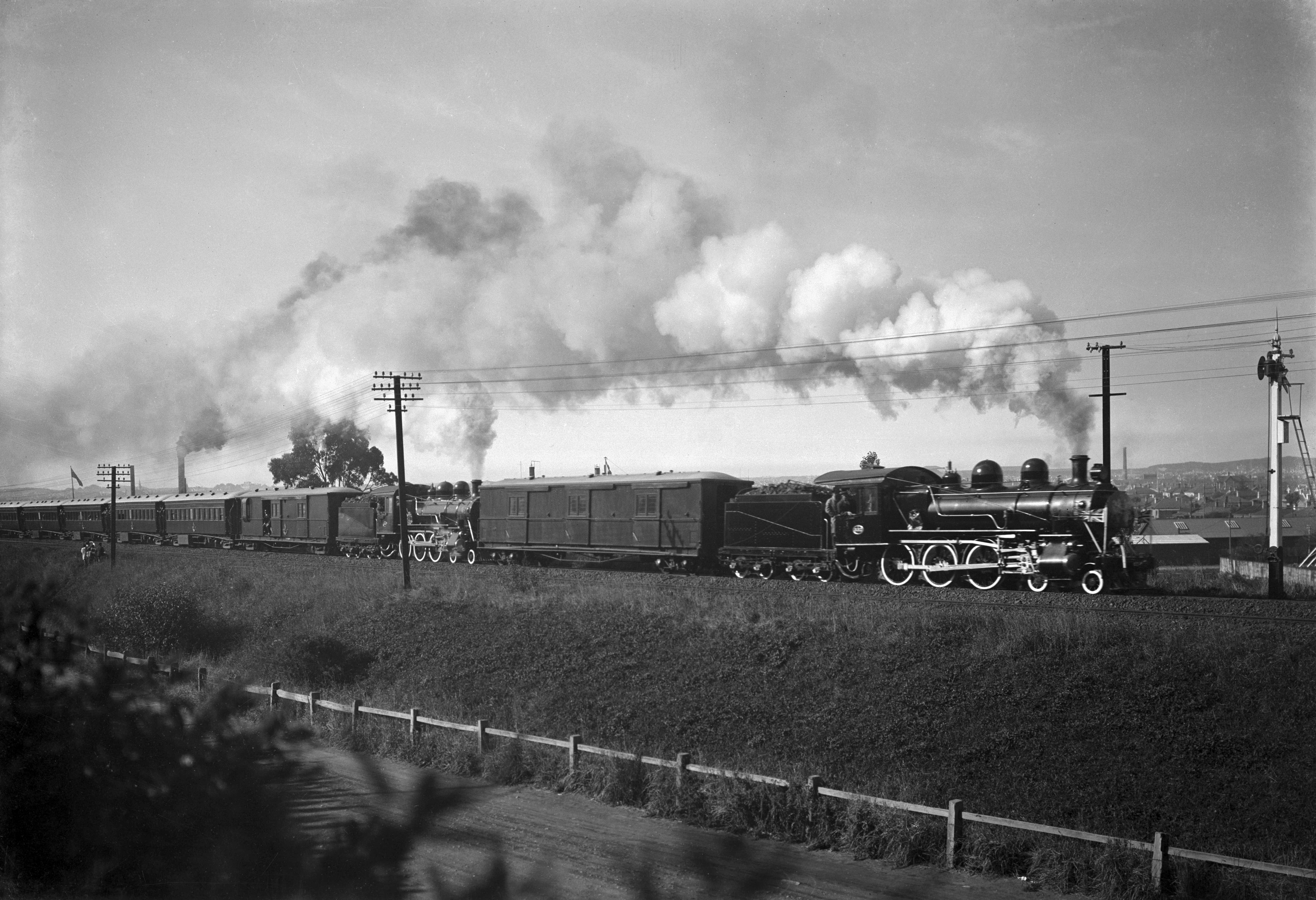
Königlicher Zug bei Dunedin, während des Besuchs durch Duke and Duchess of York, 1927
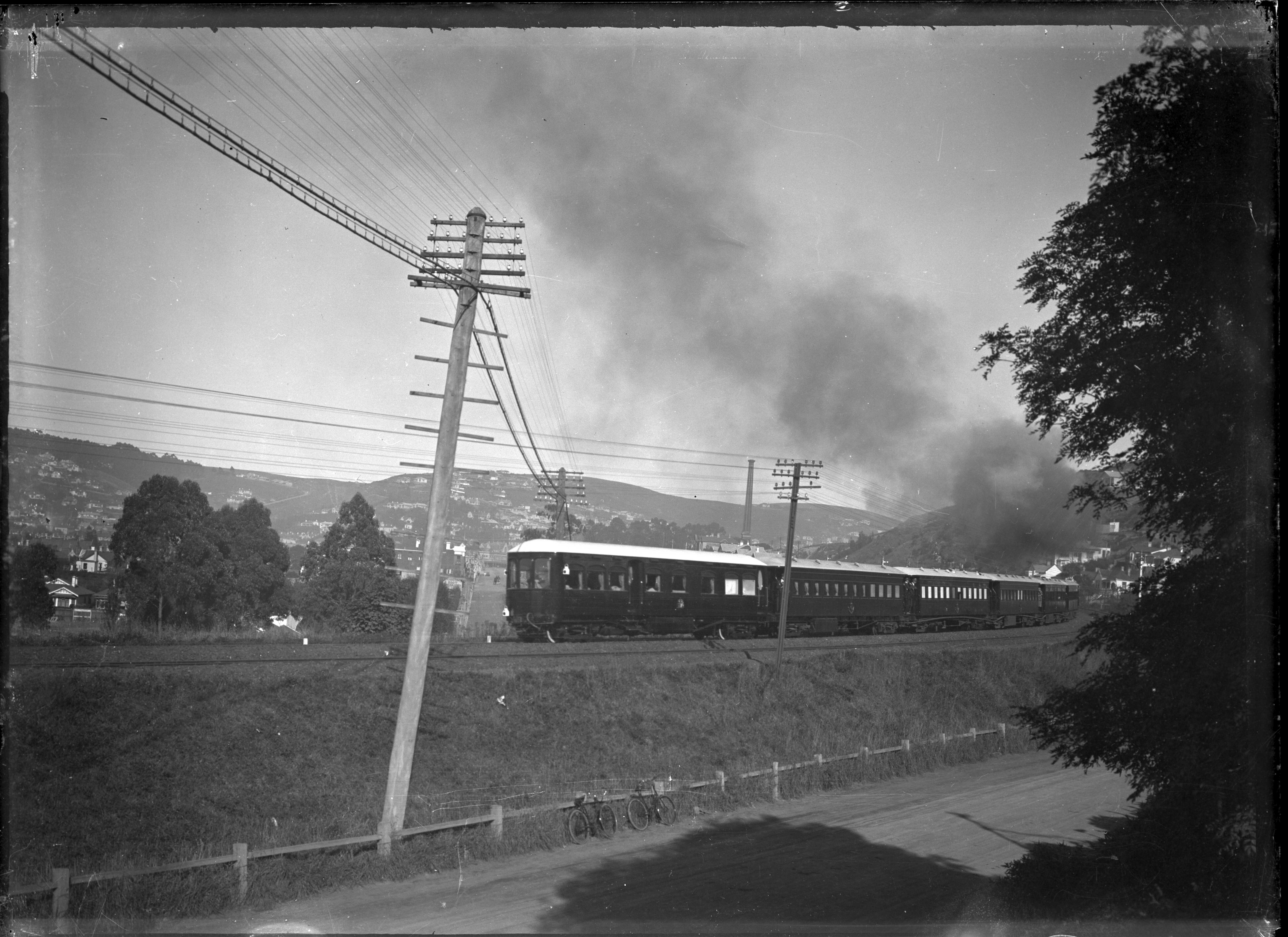
Königlicher Zug bei Dunedin, während des Besuchs durch Duke and Duchess of York, 1927